# Kari Mette Johansen
Kari Mette Johansen, född 11 januari 1979 i Fredrikstad, är en norsk tidigare handbollsspelare, vänstersexa.
Hon 203 landskamper för Norges landslag, gjorde 493 landslagsmål och var med och vann guld vid OS 2008 i Peking och vid OS 2012 i London.

## Klubbar
- Skjeberg HK (1987–1997)
- Lisleby HK (1997–1998)
- Larvik HK (1998–2014)

## Meriter
- EM 2004 –
- VM 2005 – 9:a
- EM 2006 –  och All Star Team
- VM 2007 –
- OS 2008 –
- EM 2008 –
- VM 2009 –
- EM 2010 –
- VM 2011 –
- OS 2012 –